# Asiola fasciata
Asiola fasciata là một loài ruồi trong họ Asilidae. Asiola fasciata được Daniels miêu tả năm 1977. Loài này phân bố ở miền Australasia.